# Маяк (Тульская область)
Маяк (Лысцево, Лысцово, Никольское) — посёлок в Заокском районе Тульской области России.
В рамках административно-территориального устройства является центром Романовского сельского округа Заокского района, в рамках организации местного самоуправления входит в Малаховское сельское поселение.

## География

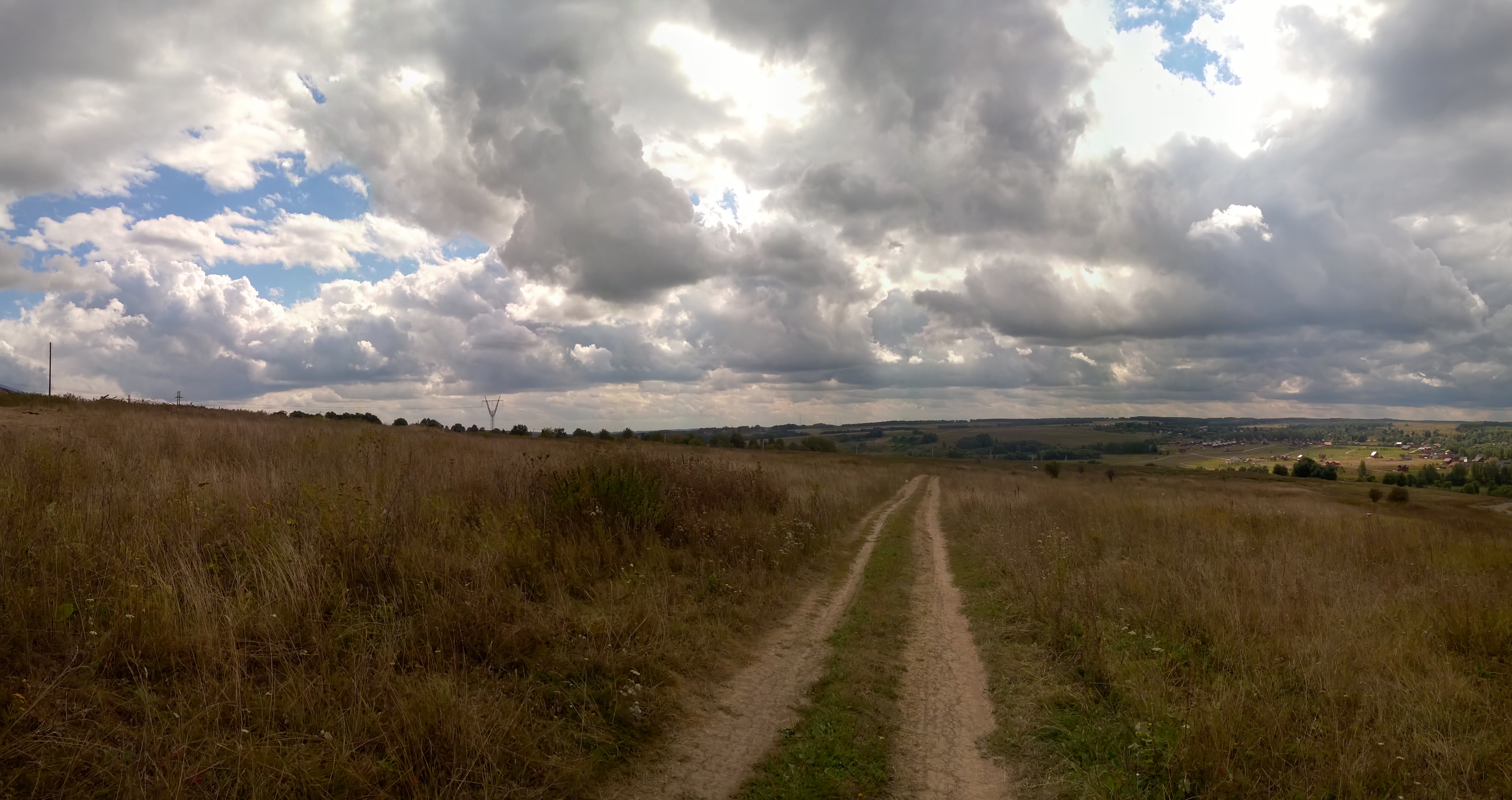
Панорама на реку Скнига.

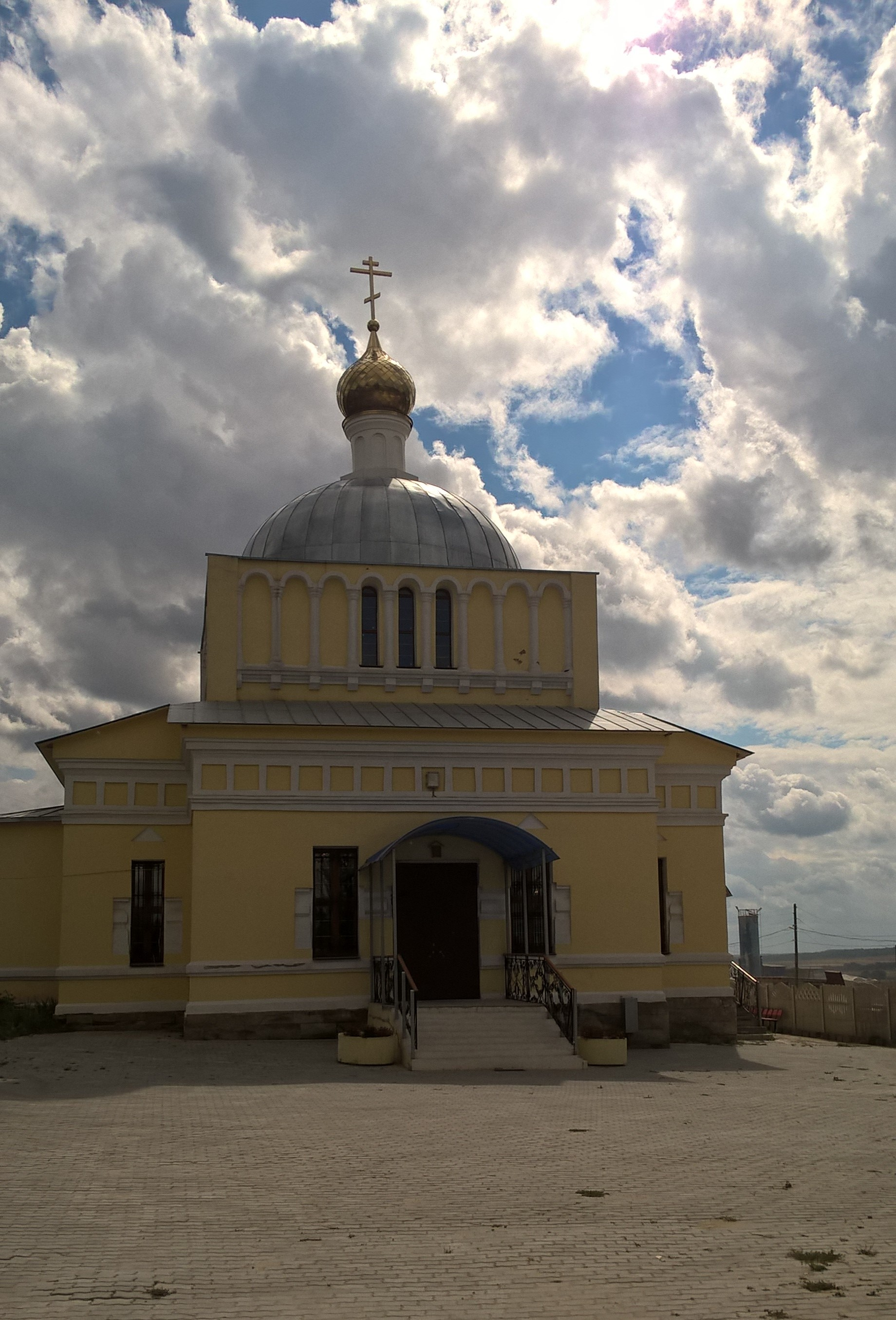
Храм Николая чудотворца в п. Маяк

Расположен на северо-западе Тульской области, в северной части Заокского района на границе Тульской и Московской областей. Северная граница посёлка проходит по границе областей. Расстояние до районного центра пгт Заокский составляет 12 километров по дорогам общего пользования.
В 3 километрах на юго-востоке расположена железнодорожная станция Приокская Курского направления Московской железной дороги. Рядом с посёлком протекает река Скнига.
Поблизости находятся деревни Костино, Верхнее Романово и Высокие дворики.

## История
Село Лысцово, получило своё название от гористого урочища на котором оно расположено. Урочище же получило своё название от горы на этом урочище, которая называлась Лысой.
Дата основания села неизвестна, но известно, что в 1671 году село уже существовало, так как в этом году, на средства прихожан в селе был построен храм Святителя Николая Чудотворца. С тех пор, история села тесно связана с храмом Святителя Николая Чудотворца.
На карте Московской провинции 1774 года, село приобретает название Никольское, в честь расположенного там храма Святителя Николая Чудотворца..
Согласно Планам Генерального межевания Тульской губернии 1790 года, село Никольское Алексинского уезда располагалось рядом с рощей, около реки Скнига.
В списке населённых пунктов за 1859 год, название села указано как Лысцево (Никольское). В это время в селе проживало 37 человек.
По сведениям трёхвёрстной Военно-Топографическая карта Российской империи Ф. Ф. Шуберта и П. А. Тучкова Никольское (Лысцево) — населённый пункт размером от 20 до 30 дворов.
В 1894 году в селе открылась церковно приходская школа.
К началу 1940-х годов посёлок всё ещё назывался Никольское.
По данным на 1989 год посёлок имел наименование Маяк и его население составляло около 400 человек.
В советское время в посёлке действовал совхоз. Поблизости работала птицефабрика, на работе в которой было занято большинство трудоспособного населения посёлка.
После перестройки совхоз и птицефабрика пришли в упадок. Начался отток населения из посёлка.

## Население
| 1859 | 2002 | 2010 |
| ---- | ---- | ---- |
| 349  | ↘239 | ↗308 |

## Инфраструктура
Посёлок состоит из пяти улиц: Зелёная, Луговая, Пионерская, Садовая, Советская.
На улице Пионерской расположен магазин. Также в посёлке работает предприятие «Заокск-Бетон».
В пятистах метрах от посёлка пролегает старое Симферопольское шоссе. В двух километрах на востоке проходит федеральная трасса М2 «Крым».
На севере посёлка расположено действующее кладбище, на котором хоронят умерших жителей посёлка и умерших из близлежащих деревень.

## Достопримечательности

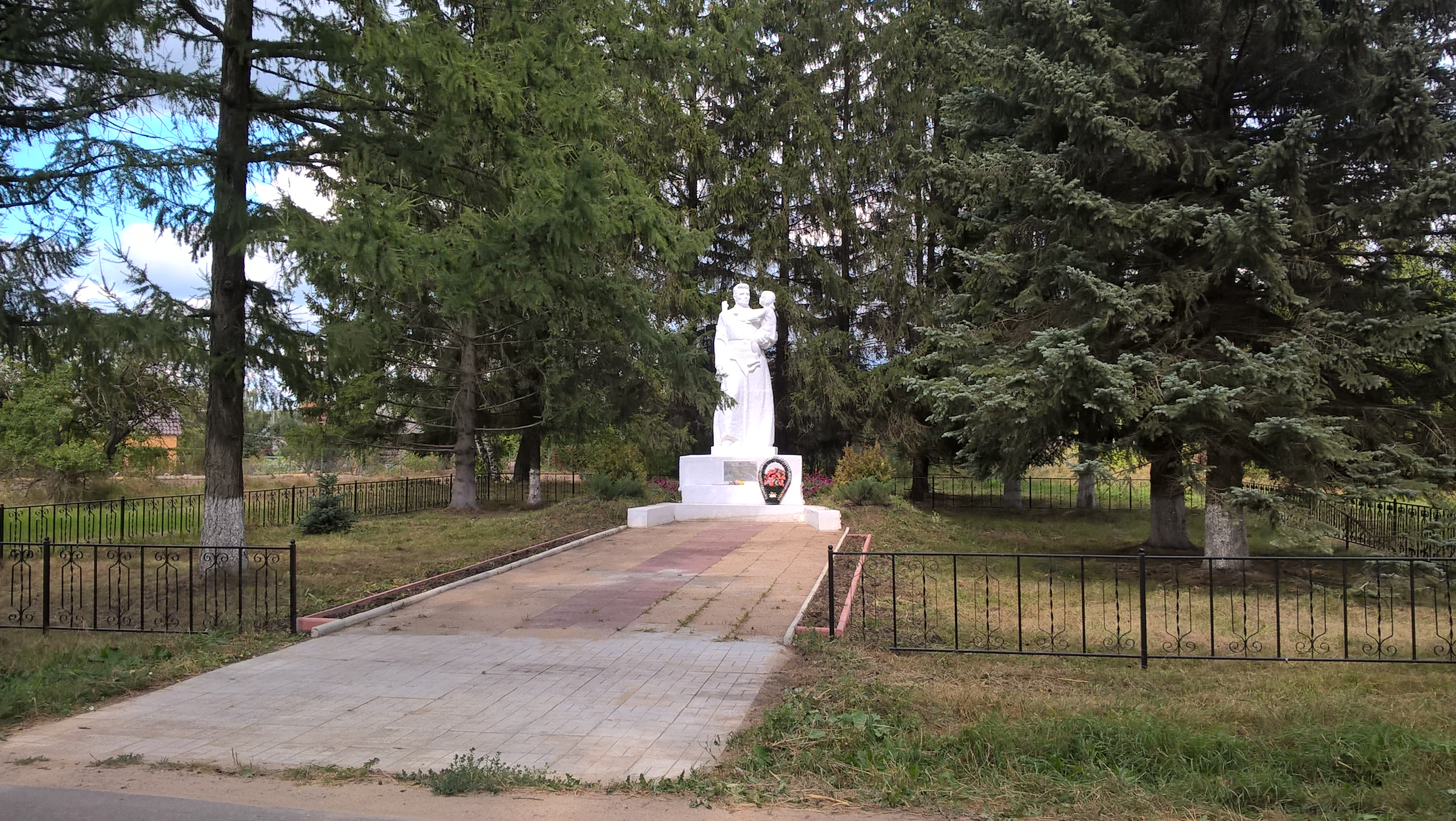
Памятник воинам-освободителям в п. Маяк.

В посёлке установлен мемориал воинам, погибшим во время Великой Отечественной войны.

### Церковь Николая Чудотворца
Первых деревянный храм был построен (1671) на средства прихожан и освящён в честь святого Николая Чудотворца. Храм был перестроен (1878) с небольшими изменениями старинного плана. Благодаря усердию некоторых прихожан проживающих в Москве был установлен (1884) новый иконостас. Месточтимой иконой почиталась храмовая икона святого Николая Чудотворца, по местному преданию, явленная на месте существующего храма. Со времени основания приход оставался самостоятельным, но в (1871) был присоединён к приходам сёл Подмоклово и Скниги. Снова был выделен в отдельный самостоятельный притч (1881). Штат храма состоял из священника и псаломщика. Доход храма составляли проценты с 914 рублей Притч пользовался процентами с 350 рублей и церковной землёю в количестве 31 десятины, в том числе 1 десятина усадебная. При церкви была открыта (с 1894) школа грамоты.
В советское время церковь использовалась, как хозяйственное строение, затем пришла в запустение и была практически полностью разрушена.
В 2010 году усилиями отца Александра (Тузикова), настоятеля Свято-Казанского храма в села Савино, церковь была отреставрирована и с тех пор в церкви выполняются регулярные богослужения.
Настоятель храма протоиерей Александр Александрович Корнеев.
В пятистах метрах на юг от храма, в сторону реки Скнига, расположена купель и бьёт святой источник.